# Московсько-Константинопольська схизма (XV-XVI ст.)
Розкол між Вселенським патріархатом та частиною його Київської митрополії (який пізніше став Московським патріархатом) відбувся приблизно між 1467 і 1560 рр.  Цей розкол де-факто припинився нібито близько 1560 року.
15 грудня 1448 р. Йона став митрополитом Київським і всієї Руси без угоди Вселенського патріархату Константинополя, який зробив Київську митрополію та всю Русь фактично незалежною. У 1467 р. Митрополит Григорій Болгарський, який був призначений Папою уніатським митрополитом Київським і всієї Русі, розірвав унію з Католицькою церквою і визнав юрисдикцію Константинопольського східно-православного патріарха Діонісія I. Діонісій вимагав, щоб усі східно-православні ієрархи Московії підкорилися Григорію, але Москва тимчасово відмовилася. Того ж року великий князь московський Іван III заявив про повний розрив відносин з Константинопольським патріархатом.
Відносини поступово відновлювалися, і в 1560 р. Вселенський патріарх вважав Московського митрополита своїм екзархом. У 1589–1591 рр. Церква Московії була визнана автокефальною, а Московський Патріарх згодом став п’ятим Патріархом Східної Православної церкви.

## Передумови

### Митрополит Київський і всієї Руси

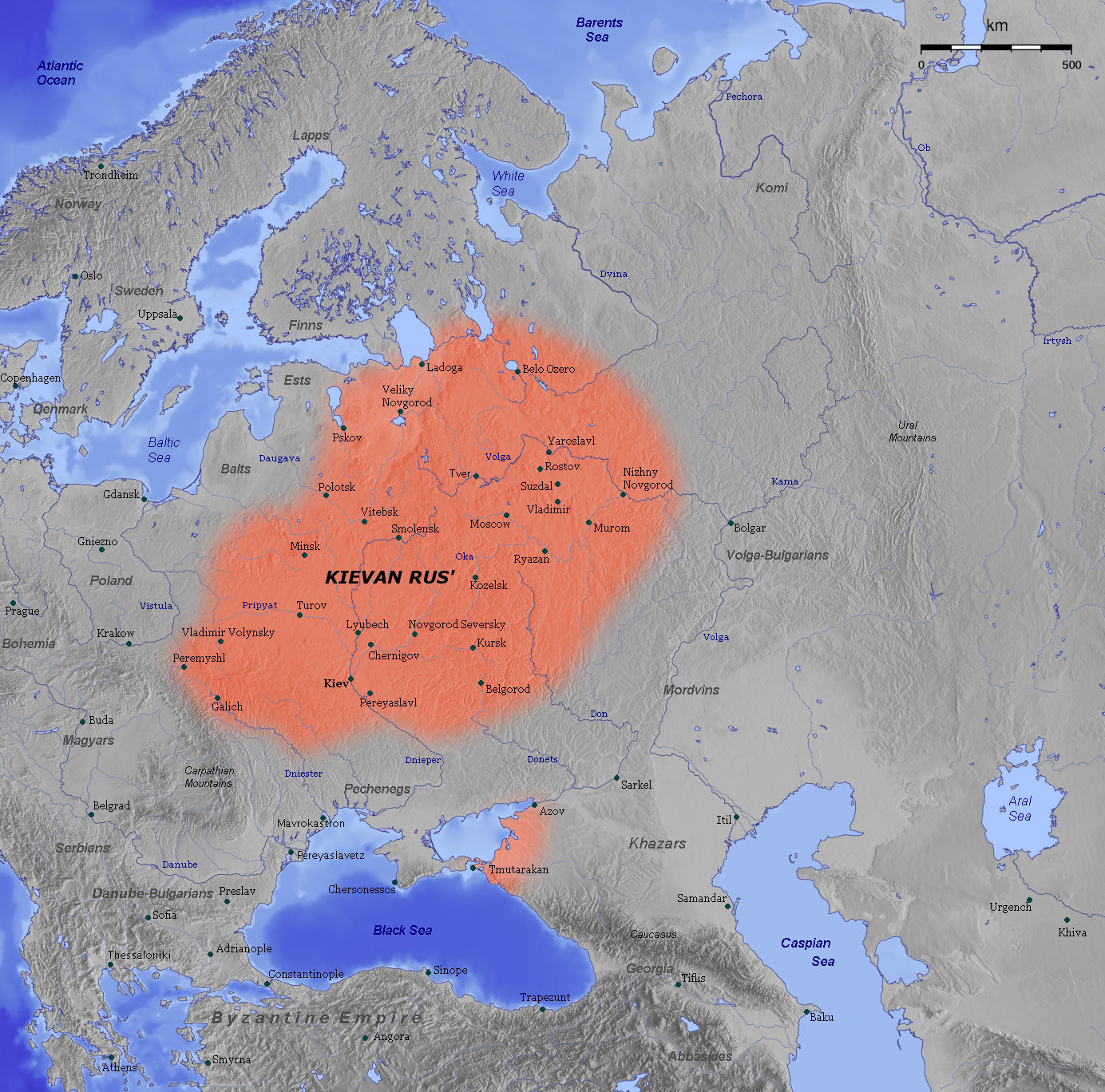
Kyivan Rus' in the 11th century
Kyivan Rus' in 1237

Київська митрополія завжди була митрополією під юрисдикцією Вселенського патріархату Константинополя.
У 1299 році Максим, митрополит Київський і всієї Русі, "переніс своє офіційне місце з Києва у Владимир. Титул хоч і залишався митрополитом Київським і всієї Руси, і митрополит повинен був відповідати за всіх православних християн на Русі, включаючи в Галицько-Волинській державі, яка стала Королівством Руси в 1253 р., та у Великого князівства Литовського, яке отримало контроль над колишнім Полоцьким князівством після монгольської навали».
У 1325 році митрполитом Київським і всієї Руси Петром Московським на запрошення Івана Московського місце було перенесено з Владимира в Москву, Московія.

## Приміщення розколу

### Флорентійський собор, союз з католицькою церквою
Після смерти митрополита Фотія у 1431 році єпископ Рязанський і Муромський Йона був обраний великим князем та радою єпископів новим митрополитом Київським і всієї Руси наприкінці 1432 року. Однак через внутрішні чвари в Московії він не поспішав до Константинополя прийняти свячення і вирішив поїхати до Константинополя до середини 1435 року. Тим часом на прохання великого князя литовського Свидригайла єпископа Герасима Смоленського було призначено митрополитом Київським і всієї Руси, але останній не приїхав до Москви і залишився митрополитом у Великому Князівстві Литовському. Незабаром Свидригайло запідозрив Герасима у зраді та стратив у 1435 році.
Коли Йона, нарешті, прибув до Константинополя в 1436 році, Вселенський патріарх уже обрав єпископа грека Ісидора і призначив його новим митрополитом Київським і всієї Руси. Ісидор прибув до Москви 1437 року і справив там гарне враження своїми дипломатичними навичками та знанням слов’янської мови. Однак лише через 5 місяців, у вересні 1437 року, він виїхав з Москви, щоб взяти участь у Флорентійському соборі, де було ухвалено об’єднання Церков Риму та Константинополя.
Константинопольська церква офіційно прийняла унію з Католицькою церквою в липні 1439 р. на Флорентійському соборі і тому на той час перебувала у повному спілкуванні з Папою Римським. Митрополит Київський і всієї Руси, Ісидор Київський, також прийняв унію від імені всієї Київської митрополії, яка включала і Москву. Абрагам Суздальський та інші, які приїхали з Москви з Ісидором, відмовилися прийняти унію. І священники консолідаційної церкви Константинополя, і київський Ісидор зустріли серйозну реакцію відповідних церков за те, що вони прийняли унію та Filioque.
Ісидор був палким прихильником унії, і після її прийняття в липні 1439 р. Папа Євген IV подарував йому титул апостольського легата на всіх східних землях Литви, Лівонії, Галичини та всієї Руси; у грудні 1439 р. Ісидор також отримав титул кардинала.

### Митрополит Ісидор та його місія у Східній Європі та Москві
Ісидор був посланий папським легатом на всю Русь і Литву і поїхав до Москви, щоб оголосити рішення Флорентійського собору. Однак у Москві єпископи та знать не прийняли унію з Католицькою церквою, і Ісидор був скинутий єпископами Київської митрополії та відправлений до в'язниці.
На зворотному шляху, через землі русинів, що належать Королівству Польському, Ісідор оголосив про унію і проводив служби східно-православних священників у католицьких церквах і навпаки, згадував Папу і стверджував, що обряди, які виконують східні православні, тієї ж влади, що і католицькі. Це викликало невдоволення як католиків, так і православних, але східноправославні дворяни Великого князівства Литовського віддавали перевагу Ісидору. Деякі дослідники вважають, що вони визнали його лише як східно-православного митрополита, а не як кардинала і легата Папи, але інші сумніваються. Ситуація ускладнювалася тим, що Польща та Литва опиралися на сторону Базельського собору, який незабаром висунув його антипапу; Велике князівство Литовське відхилило Флорентійський собор та позицію Ісидора як легата Папи Євгена IV.
19 березня 1441 року Ісидор прибув до Москви. Через три дні він провів месу в Успенському соборі. Під час цієї меси він вшанував пам’ять Папи та прочитав папську буллу Унії, де перераховані всі поступки, включаючи догматичні, зроблені у Флоренції православними Східними; коли він читав буллу, його заарештував великий князь московський Василь II, «який заарештував його і судив як відступника православної віри». Тоді, за наказом великого князя Василя II, «шість російських єпископів зібралися на синоді, скинули Ісидора і зачинили його у в’язниці».
До цієї події в Успенському соборі в Москві вони погано розуміли умови укладання Унії, але коли подробиці з’ясувалися, Собор єпископів Москви засудив Ісидора і ув’язнив його у монастирі. Пізніше був складений лист до Вселенського патріарха Константинополя, в якому були перераховані помилки Ісидора та подано прохання розглянути його справу. Тоді автори послання просили дозволити єпископам в Московії самостійно висвятити митрополита Київського і всієї Руси; очевидно, вони не мали жодного сумніву, що Ісидора позбавлять його гідности. Цей лист тлумачився двояко. За словами історика Голубінського, Москвовія запропонувала Константинополю своєрідний компроміс: Москва отримує можливість висвятити митрополита і у відповідь не порушує питання про Унію, залишаючись у формальній залежності від унійського Вселенського патріарха Константинополя.
Однак ситуація була іншою, і новим Вселенським патріархом став унійський Митрофан II, який продовжував виконувати рішення Флорентійського собору. Східні православні Москви не наважувалися судити самого Ісидора, тому його вигнали з Москви (офіційно оголошено, що він втік); потім його також вигнали з Твері. Його також погано зустріли в литовському Новогрудку, оскільки литовський князь Казимир визнав антипапу Фелікса V, який раніше був обраний Базельською радою. У березні 1443 року Ісидор переїхав до Буди, володіння нового короля Польщі та Угорщини Владислава III, і сприяв опублікуванню привілею, який формально прирівнював права католицького та східно-православного духовенства на землях королів. Потім він поїхав до Риму. Відомо, що принаймні один із східно-православних єпископів Великого князівства Литовського прийняв хіротонію від Ісидора і розкаявся у цьому, однак інша інформація про ситуацію в Литві вкрай рідкісна.

### Питання про підпорядкування Київської митрополії всієї Руси та унії
Після вигнання Ісидора з Москви 1441 р. питання про підпорядкування митрополита Київського і всієї Руси Константинопольській церкві довгий час залишалося незрозумілим. У самому Константинополі йшла запекла боротьба між про- та антиунійоністами. Фактично Унію підтримувала вузька група еліт зі столиці вмираючої Імперії. Московитський великий князь Василій II підтримував антиунійоністів (ці відомості зберігаються в його листуванні з монахами Атосу). Після смерти проунійоніста Митрофана II у 1443 р. в Константинополі тривалий час їм не вдавалося обрати нового патріарха. У 1444–1445 роках було 15 публічних суперечок між прихильниками та противниками Унії.
Поступово ряди проунійоністів скорочувалися, і через десять років після Флорентійського собору лише четверо членів грецької делегації залишилися вірними Унії. Незважаючи на це, твердим прихильником Унії Григорієм Маммом став новий Патріарх (у 1444 або 1445 рр.). Його становище залишалося крихким, і він втік з Константинополя в 1451 році після смерті візантійського імператора Іоанна VIII Палеолога (одного з ініціаторів Унії).  Інформація про відносини між Москвою та Константинополем у цей період надзвичайно мізерна і ненадійна.

### Обрання митрополита Київського і всієї Руси Йони
Тим часом між Василем II та його двоюрідними братами у Московії тривала довга міжусобна війна, під час якої обидві сторони шукали підтримки у Йони. У 1446 р. Дмитро Шемяка захопив владу в Москві і в обмін на допомогу пообіцяв Йоні, що він стане митрополитом Київським і всієї Руси і дозволить йому зайняти палац митрополита в Москві. Однак після того, як Василь II повернув свій престол у 1447 році, Йона був офіційно лише єпископом Рязані, а його ім’я було лише на третьому місці  Лише в 1448 р. Собор єпископів Північно-Східної Русі проголосив Йона митрополитом Київським і всієї Русі. Це рішення не було одностайним-єпископи Твері та Новгорода (обидва міста були напівнезалежними від Москви) не підписали Хартії про його обрання.
На підтвердження тверджень Йони Москва стверджувала, що попередній митрополит Київський і всієї Русі Фотій проголосив Йону своїм наступником і що Вселенський патріарх, якого вони не називали, колись обіцяв Йони, що він стане митрополитом Київським і всієї Руси після Ісидора. Деякі сучасні дослідники сумніваються в обґрунтованості цих тверджень.
Обрання Йони не супроводжувалося явним розривом з Константинополем. Наприклад, Василь II склав листа до нового імператора Костянтина XI Палеолога (якого він помилково вважав противником Унії). Василь виправдовував несанкціоноване обрання Йони надзвичайними обставинами і просив причастя та благословення, але лише за умови, що в Константинополі буде східно-православний патріарх:
|  | Ми зробили це через необхідність, а не через гордість чи нахабство. До кінця часів ми будемо перебувати в даному нам православ’ї; наша Церква завжди буде прагнути благословення Церкви Константинополя, і в усьому буде слухняною древньому благочестю. |

Однак Костянтин XI, у відчайдушному пошуку союзників проти турків, погодився на Унію. Незабаром, у 1453 р., Константинополь впав, і питання про визнання Йони залишалося невизначеним до його смерти.
В офіційному листі 2018 року Вселенський патріархат Бартоломій І писав: «Свята Київська митрополія завжди належала до юрисдикції Церкви-матері Константинополя, заснованої нею як окремої Митрополії, що займає 60 місце у списку єпархій Вселенського престолу. Пізніше місцевий Синод у Московії — з необґрунтованого приводу — в односторонньому порядку відірвався від своєї канонічної влади, тобто Святої Великої Церкви Христової (1448), але в місті Києві інші митрополити, справжні та канонічні, були постійно і безперервно висвячені Вселенським патріархатом, оскільки київське духовенство та миряни не прийняли їх підпорядкування центру Московії".

## Розкол

### Григорій Болгарський, поділ Київської митрополії та початок розколу
Після обрання митрополит Йона намагався стверджувати свою юрисдикцію над східними православними в Литві. Йому це вдалося, оскільки Великий князь Литовський Казимир, який нещодавно (у 1447 р.) був обраний польським королем, та Василь II (його шурин) змогли домовитися про це. У 1451 р. Казимир IV надіслав східнославній православній Литві грамоту, в якій закликав їх підкорятися Йони як митрополиту.
У 1454 р., після завоювання Константинополя, османи усунули Вселенського патріарха Атанасія II і ввели нового Вселенського патріарха Геннадія, "який негайно відмовився від Filioque".
Однак, в 1458 патріарх-унієць Григорій, який втік з Константинополя до Риму, висвячений Григорій II Болгаринович став новим митрополитом Київським і всієї Руси. Раніше, також у 1458 р., Папа Калікст III поділив Київську митрополію на дві частини: "Вища Русь" з центром у Москві та "Внутрішня Русь" з центром Києва.
Казимир IV був змушений поступитися вимогам папи Калікста III і визнати Григорія митрополитом, відновивши унію в Литві. Йона чинив опір цьому рішенню, і в 1459 р. він зібрав Собор і зажадав від її членів присягнути йому на вірність чи його наступнику, а також розірвати відносини з уніатським митрополитом Григорієм. У разі будь -яких переслідувань з боку влади, Йона обіцяв єпископам притулок у Московії, але цією пропозицією скористався лише один єпископ Брянський і Чернігівський Євфімій (він став єпископом Суздальським). У 1461 році Йона помер. Незважаючи на перемогу Григорія Болгарського над східно-православними єпископами, він зіткнувся з опором Унії на низовому рівні (в цей час утворилися перші православні "братства").
Водночас у Константинополі, яким правили турки, унію остаточно відкинули. В результаті Григорій вирішив залишити Католицьку Церкву і повернувся під юрисдикцію Константинопольського патріарха Діонісія I. У лютому 1467 р. Діонісій надіслав до Москви лист, у якому закликав усі руські землі, а особливо Великий Новгород, прийняти Григорія єдиним законним митрополитом, визнаним Константинополем. Крім того, в цьому ж листі Діонісій стверджував, що його Свята Католицька Церква «не приймала, не тримає і не називає митрополитами» Йона та інших митрополитів, висвячених у Москві на його честь. У цей час Філіпп I був митрополитом у Москві, з 1464 р.; він змінив Феодосія, якого Йона призначив своїм наступником. 

### Повний розрив з Вселенським патріархом Іваном III
Великий князь Росії Іван III відмовився визнати Григорія Болгарського, що призвело до розриву відносин між Москвою та Константинополем. У 1470 р. Іван III написав новгородському архиєпископу, що не визнає Григорія митрополитом; Іван додав щодо Вселенського патріарха: "ми не вимагаємо від нього, ні його благословення, ні його ігнорування, ми вважаємо його, самого патріарха, чужим і відреченим". Ці слова були яскравим підтвердженням офіційного розриву з Константинополем, який виник через автокефалію Церкви Московії. Незабаром Новгородська республіка спробувала вийти з -під впливу Москви, визнавши Казимира Польського та Литовського своїм заступником, а Григорія — своїм митрополитом. Але Іван III придушив цю спробу військовою силою, стративши лідерів опозиції (1471).

### Наслідки падіння Константинополя

#### Роль візантійського імператора у Східній Православній Церкві
- Візантійська імперія була теократією, імператор був вищою владою як у церкві, так і в державі.[22][23][24][25] «Король не Бог серед людей, а намісник Бога. Він не є втіленим логосом, але перебуває в особливих стосунках з логосом. Він був спеціально призначений і постійно надихається Богом, другом Бога, тлумачем Слова Божого. Його очі дивляться вгору, щоб прийняти послання Бога. Він повинен бути оточений благоговінням і славою, що належить земній копії Бога; і він «сформує свій земний уряд за зразком божественного оригіналу, знайшовши силу у його відповідності монархії Божій».[26]"[27]
- На Сході схвалення цезаропапізму, підпорядкування церкви релігійним претензіям домінуючого політичного ладу, було найбільш очевидним у Візантійській імперії наприкінці першого тисячоліття,[28] тоді як на Заході — спад імперської влади залишив Церкву відносно незалежною.[29][30][31][32]

У східному православному християнстві роль римського імператора як єдиного світського голови всіх східних православних була дуже помітною. Так, у 1393 р. Вселенський патріарх Антоній IV написав великому князю Московському Василю I:
|  | Тому, сину мій, ви помиляєтесь, стверджуючи, що у нас церква без імператорів, бо християни не можуть мати церкви і не мати імперії. Баслея [імперія] та церква мають велику єдність та спільність — насправді їх неможливо розділити. Християни можуть відкинути лише імператорів, які є єретиками, які нападають на церкву або вводять доктрини, несумісні з вченням апостолів і отців. [...] Про кого, отже, говорять отці, собори та канони? Завжди і скрізь вони голосно говорять про "єдиного законного басилея, чиї закони, укази та статути діють у всьому світі і який єдиний, тільки він, згадується християнами в усіх місцях у літургії. |

Базилей надав Вселенському патріархату величезний авторитет, хоча ця позиція східно-православного імператора була оскаржена; дійсно, суперництво за першість з басилеєм Візантійської імперії було особливо сильним серед східних православних слов’ян на Балканах, які прагнули до автокефалії своїх церков і надали своїм правителям титул царя (імператора). Столицю Другого Болгарського царства, Тарново, навіть називали «Новим Римом». Проте Вселенські патріархи не визнавали цих правителів рівними з басилеєм Візантійської імперії. Московія також поділяла це почуття суперництва з Візантійською імперією за світську першість у Східній православній церкві.

#### Москва — Третій Рим
Вигнання митрополита Ісидора та незалежне рукоположення Йони стали відповіддю Москви на унію з Латинською церквою. Однак навіть після того, як Вселенський патріархат Константинополя офіційно відхилив Унію в 1484 році, її юрисдикція над Москвою не була відновлена, оскільки східноримського імператора більше не було.
У 1453 р. Константинополь був захоплений турками, а останній фрагмент державности Візантійської імперії — Требізонд — впав у 1461 р. Ще до падіння Константинополя православні слов’янські держави на Балканах потрапили під владу османів. Падіння Константинополя викликало величезні побоювання, багато хто розглядав падіння Константинополя як ознаку наближення часу кінця (у 1492 році це було 7000 Anno Mundi); інші вважали, що імператори Священної Римської імперії (хоча він був римо-католиком) тепер займають місце імператорів Константинополя. Були також надії, що Константинополь буде скоро звільнений. Більше того, православна церква залишилася без свого східноправославного басилевса. Тому постало питання про те, хто стане новим басилевсом. Наприкінці різноманітні повісті про взяття Константинополя турками-османами в 1453 році, який набув великої популярності в Московії, було прямо заявлено, що народ русів переможе ізмаїлітів (мусульман), а їх цар стане басилевсом у місті Сім Пагорбів (Константинополь). Великий князь Московський залишався найсильнішим із східно-православних правителів; Іван III одружився з Софією Палеолог, порушив формальне підпорядкування Золотої Орди (вже розділеної на кілька татарських царств) і став незалежним правителем. Усе це посилило претензії Москви на першість у східно-православному світі. Однак до визволення Константинополя було ще далеко — Московія не мала можливости боротися з Османською імперією. Наприкінці XV століття можна знайти появу ідеї, що Москва — це справжній новий Рим. Митрополит Зосима в 1492 році досить чітко це висловив, назвавши Івана III "новим царем Костянтином нового міста Костянтина — Москви". Ця ідея найбільш відома в презентації ченця Філофея початку XVI століття:
|  | Тож знай, благочестивий королю, що всі християнські королівства прийшли до кінця і об’єдналися у твоє єдине королівство, два Рими впали, третій стоїть, а четвертого не буде. |

Московитські вчені пояснювали падіння Константинополя як божественну кару за гріх Унії з Латинською церквою, але насправді вони не хотіли підкорятися Вселенському патріарху, хоча з моменту завоювання Туреччиною 1453 р. і перших патріархів не було. З того часу патріарх Геннадій Шоларій був лідером антиуніїстів. На черговому синоді, що відбувся у Константинополі 1484 р., Унія остаточно була визнана недійсною. Втративши християнський басилей після завоювання Туреччини, Константинополь як центр влади втратив значну частину свого авторитету. Невдовзі московські правителі почали вважати себе справжніми царями (цей титул уже використовував Іван III), а тому згідно з ними центр Східної Православної Церкви повинен був знаходитися в Москві, а отже, і єпископ Московський повинен стати главою Східного православ'я. Текст єпископської присяги в Московії, відредагований у 1505–1511 рр., засуджував висвячення митрополитів у Константинополі, називаючи його «висвяченням в районі безбожних турків, язичницькими царями».

### Спроби відновити відносини
При розриві відносин з Константинополем у 1467–1470 роках послам Вселенського патріарха було заборонено входити у володіння московського великого князя Івана III. У результаті цього прямі контакти були повністю перервані майже на півстоліття. Однак Москва продовжувала інтенсивно спілкуватися з атоськими ченцями, і в 1517 р. Вселенський патріарх Теолепт I використав цей канал зв’язку. Разом із атоськими старійшинами, серед яких був і знаменитий Максим Грек, він відправив своїх послів Григорія (митрополита Зічна) та патріаршого диякона до великого князя московського Василія III.
Питання про те, хто ініціював цей контакт, залишається невирішеним. Відомо, що Василь III тривалий час був бездітним у першому шлюбі, і робилося багато спроб випросити спадкоємця у Вищих сил. Атоські ченці, які супроводжували послів, повідомили, що вони виконали прохання помолитися за виношування дитини княгині Соломонії в монастирях Святої Гори. Сучасні дослідники (Дм. Кривцов, В. Лур’є) вважають, що ініціатива виникла від Вселенського патріарха, а справжньою метою (крім прохання про фінансову допомогу) було відновлення канонічної юрисдикції Константинополя над Москвою. Історія цього амбасадорства в Московських хроніках була серйозно перероблена, і деякі документи були вилучені, але первісні свідчення збереглися в матеріалах суду над Максимом Греком. З них випливає, що посли Патріарха зустрічалися надзвичайно холодно; великий князь і митрополит Варлаам не прийняли благословення від посланця Патріарха.
У суперечці про право на автокефалію, що виникла, Москва не мала серйозних канонічних аргументів. Однак москвити вважали, що якби Бог був незадоволений висвяченням Йона в 1448 р., він якось би це показав. Зокрема, були наведені чудеса потойбічного життя колишніх митрополитів Московських, святого Олексія та святого Петра — святого Олексія, канонізованого Йоною у 1448 році -, щоб довести, що ці святі були прихильні до висвячення митрополита Йони. Крім того, москвити згадували про прецеденти — проголошення автокефалії сербської та болгарської церков та подібні чудеса, здійснені мощами Патріарха Болгарського. На думку московитських вчених, ці чудеса не могли б бути, якби Бог не хотів, щоб у болгар був власний незалежний примат. Амбасадорство Вселенського патріарха перебувало в Москві півтора року, і в цей час (1518-1519 рр.) джерела записують серію чудесних зцілень від мощей митрополита Олексія (його канонізація була першим актом митрополита Йони після його висвячення в 1448 р.). На честь цих зцілень були влаштовані чудові урочистості за участю великого князя, митрополитів, єпископів та інших представників духовенства, які мали показати "грекам" легітимність московської автокефалії. Володіння старовинними візантійськими іконами як символ безперервності та збереження «чистих» православних традицій було також продемонстровано «грекам». У 1518 році митрополит Московський Варлаам здійснив публічну молитву про припинення тривалих дощів. Коли дощі закінчилися, це також було розцінено як підтвердження законності висвячення Варлаама.
Греки не могли нічого зробити проти таких аргументів. Навіть якби вони не були прямо виражені, сама атмосфера безперервного тріумфу "Московського Православ'я" робила марною будь-яку спробу офіційно поставити питання про підпорядкування Московської автокефальної Вселенського патріарху. Тож посланці Вселенського Патріарха повернулися ні з чим. Наступний посланець Вселенського патріарха з'явився в Москві лише через 37 років, у 1556 році. Грек Максим залишився в Москві і намагався дискутувати, пояснюючи неканонічний характер московської автокефалії та той факт, що митрополит Московський був рукоположений "не за божественним писанням, ані за правилами отців святих". Це закінчилося для нього судом і дуже тривалим ув’язненням, незважаючи на співчутливе ставлення частини духовенства, яке, по мірі сил, полегшило його долю і дозволило йому продовжувати писати.
У 1539 році помер великий князь Василь III. У результаті судових інтриг митрополит Даниїл був звільнений, а на його місце поставлений Іоасаф (Скрипіцин), настоятель Троїцької лаври святого Сергія. Йоасаф був відомим книголюбом і покровителем книжників і каліграфів; він виступав проти йосифітів і був другом грека Максима. Піднявшись на цю посаду, Йоасаф не зрікся патріарха Константинополя, як це зробили його попередники московитські митрополити і як це зробили б його наступники; Йоасаф не оголошував московське православ’я єдиним вірним. Історик Владімір Лур'є вважає, що дії Йоасафа можна розглядати як спробу вивести Москву з розколу. Однак правління Йоасафа було нетривалим, у 1542 році він був усунений з Московського престолу.

## Кінець розколу і визнання московської автокефалії
Точний час закінчення розколу точно невідомий. Історик Церкви Антон Карташев вважав, що відлучення, накладене Константинополем за відмову від Ісидора, "ніколи не було зняте з Церкви Московії офіційним та документально підтвердженим чином. Вона поступово танула в ході історії, і на момент затвердження Московського патріархату 1589 року про неї навіть не згадували». З іншого боку, сучасний історик Церкви Владімір Лур'є, вважає, що в 1560-1561 рр. Московська митрополія повернулася до юрисдикції Вселенського патріарха, втративши при цьому свою самопроголошену автокефалію. Такий висновок був зроблений в результаті детального аналізу набору документів, що стосуються посольства архимандрита Теодоріта 1557 р. та амбасадорства архимандрита Йоасафа 1560–1561 рр. Основним питанням переговорів було підтвердження коронації Івана Грозного як справжнього східно-православного царя. В одному листі Вселенський патріарх Йоасаф називає московського митрополита "екзархом католицького патріарха" (грец. ώς εξαρχος πατριαρχιός καθολικός). Такий титул означав адміністративне підпорядкування, а крім того, в цьому листі було спеціально зазначено, що "він має владу від нас" (тобто від Константинопольського патріарха), і тільки так він міг би виступати як ієрарх.
Московська православна церква вважає, що вона стала фактично автокефальною в 1448 р., проте інші східноправославні патріархи визнали її автокефалію лише в 1589–1593 рр. "Це було зроблено за допомогою двох листів, підписаних не тільки Вселенським Патріархом, а й іншими Патріархами. У цих листах було визнано патріарше звання предстоятеля Церкви Московії, а Патріарх Московський був покладений на п'яте місце в диптиху після чотирьох Патріархів Сходу".
 

## Дивитися також
Східне православ’я
- Болгарський екзархат
- Московсько-Константинопольська схизма (1996)
- Московсько-Константинопольська схизма (2018)
- Надання автокефалії православній церкві України
- Філетизм

Політика
- Російський іредентизм
- Російський націоналізм
- Український націоналізм
- Москва — Третій Рим

## Подальше читання
- Iftimiu, Aurelian (22 березня 2018). Original 1590 Synodal Tomos of Foundation of Moscow Patriarchate. Basilica.ro. Архів оригіналу за 3 листопада 2020. Процитовано 4 серпня 2021.
- Kyiv metropoly. Encyclopedia of Ukraine. Архів оригіналу за 22 травня 2021. Процитовано 4 серпня 2021.
- Blanchet, Marie-Hélène, ред. (2014). Le patriarcat œcuménique de Constantinople et Byzance hors frontières (1204-1586) : Actes de la table ronde organisée dans le cadre du 22e Congrès International des Études Byzantines, Sofia, 22-27 août 2011 (фр.). Centre d'études byzantines, néo-helléniques et sud-est européennes. Архів оригіналу за 4 серпня 2021. Процитовано 4 серпня 2021.
- Klimenko, Anna N.; Yurtaev, Vladimir I. (21 листопада 2018). The "Moscow as the Third Rome" Concept: Its Nature and Interpretations since the 19th to Early 21st Centuries. Geopolítica(s). Revista de estudios sobre espacio y poder (англ.). 9 (2): 253—289. doi:10.5209/GEOP.58910. ISSN 2172-7155. Архів оригіналу за 24 лютого 2021. Процитовано 4 серпня 2021.